# Silo (città)
Silo (ebraico: שִׁלֹה, שִׁלוֹ ,שִׁילֹה, שִׁילוֹ, trascritto: Shiloh o Šilo) fu  capitale di Israele per 300 anni, prima del trasferimento della stessa a Gerusalemme.  Il suo sito è presso Khirbet Seilun, nella regione palestinese della Cisgiordania, 16 km a nord dell'insediamento israeliano di Betel.

## Storia
Gli archeologi hanno ricostruito che un primo abitato sulla collina di Silo avrebbe avuto origine nel XVIII secolo a.C., durante l'età del bronzo, associato fin dall'inizio o quasi a un centro di culto. Dopo l'abbandono intorno al 1400 a.C., il luogo rinacque sempre come luogo di culto, questa volta chiaramente israelita, durante l'età del ferro, intorno al 1100 a.C..
La città è citata nella Bibbia, come un importante centro in cui veniva collocata l'arca dell'alleanza, prima che questa fosse trasferita a Gerusalemme, e dove importanti profeti esercitarono il proprio ministero, come Samuele.
Il santuario di Silo fu raso al suolo in seguito alla vittoria dei Filistei ad Eben-Ezer, quando l'esercito vincitore aveva sottratto l'arca dell'alleanza agli Ebrei. Quando la notizia raggiunse Eli, sommo sacerdote in Silo e capo spirituale degli Ebrei, questi, che nello scontro aveva perso anche i due figli Cofni e Pincas, si accasciò al suolo battendo la testa e morendo. Dopo questi fatti la guida spirituale degli Ebrei passò nelle mani di Samuele, cresciuto nel tempio sotto la guida di Eli. Egli trasferì il suo popolo a Mizpa.

## Scavi

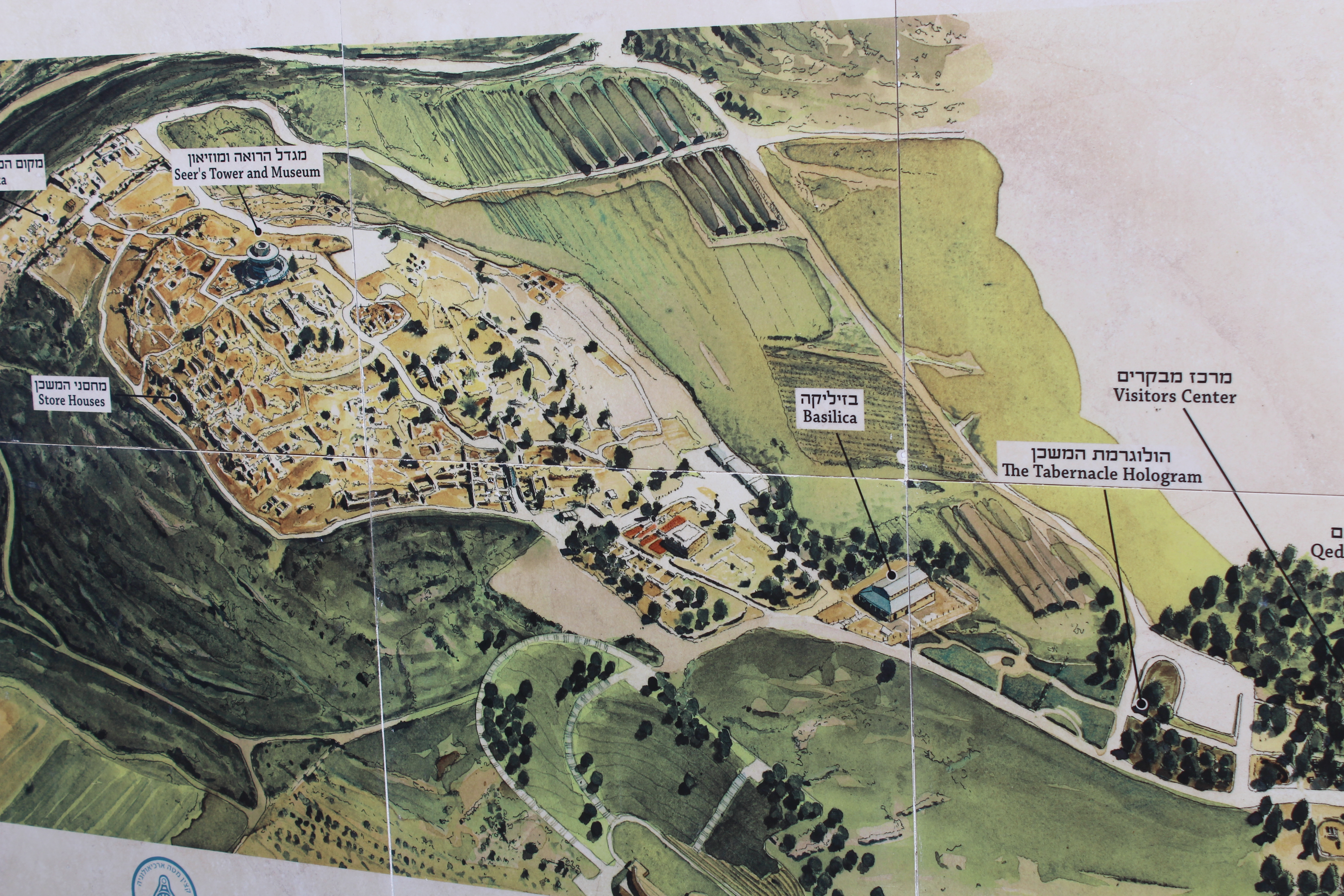
Mappa turistica moderna del sito archeologico

Il 24 marzo 2022, il dottor Scott Stripling ha tenuto una conferenza stampa a Houston, in Texas, svelando quello che sostiene essere il primo testo proto ebraico scoperto nell'antica Israele. Ha scoperto quella che sostiene essere una tavoletta di piombo piegata di 2 cm x 2 cm con una maledizione o defixio che risale alla tarda età del bronzo, prima o intorno al 1200 a.C. Se questa datazione fosse verificata, lo renderebbe il testo ebraico più antico mai ritrovato nella Terra d'Israele.